# Sans (tidskrift)
Sans är en tidskrift om vetenskap, etik och samhällsdebatt. Tidskriften började att utges 2005 och utkommer fyra gånger per år. Utgivare är förlaget Fri Tanke. Christer Sturmark är chefredaktör.